# Kivikylän Areena
Die Kivikylän Areena ist eine Eissporthalle in der finnischen Stadt Rauma. Der Hauptnutzer ist der Eishockeyclub Rauman Lukko, der sämtliche Heimspiele der Liiga in der Kivikylän Areena austrägt. Eröffnet wurde die 5.400 Zuschauer fassende Halle 1970 als Äijänsuo Areena, im Herbst 2006 erfolgte allerdings die Umbenennung in Lännen Puhelin Areena, da der neue Hauptsponsor der Halle das Unternehmen Lännen Puhelin wurde. In der Saison 2007/08 wurde die Halle erneut umbenannt. Nun trägt sie den Namen Kivikylän Areena.
Bei der Eishockey-Weltmeisterschaft der U18-Junioren 2007 in Finnland war die Arena Austragungsort mehrerer Spiele, unter anderem auch der Eröffnungspartie des Gastgebers Finnland gegen den Nachbarn Schweden.

## Galerie

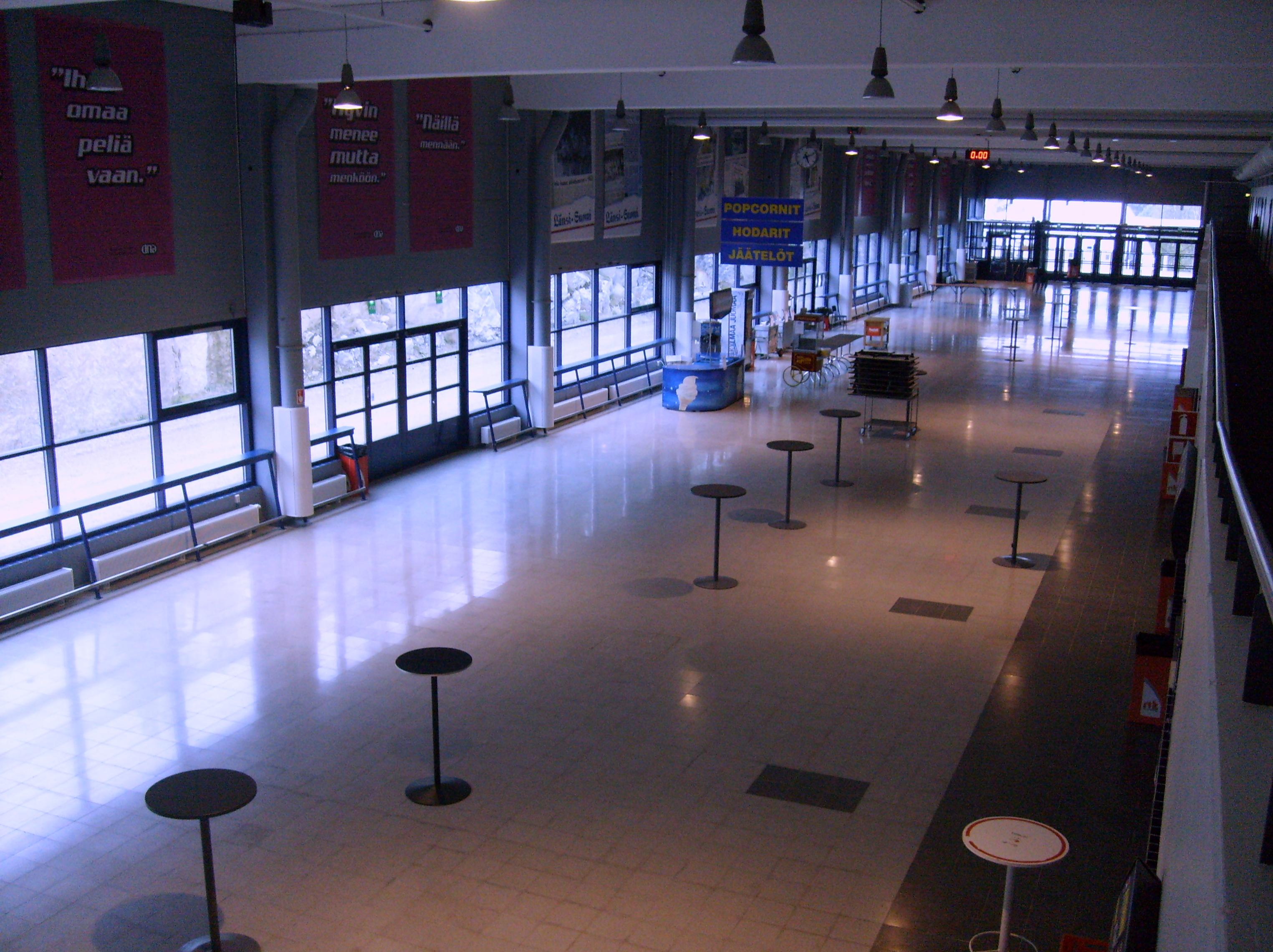
Foyer der Arena